# Janáky István (építész, 1938–2012)
Janáky István (Budapest, 1938. április 29. – Hódmezővásárhely, 2012. augusztus 6.) képzőművészeti indíttatású konceptuális építész, a kortárs magyar regionalista építészet iskolateremtő alakja, Ybl-díjas DLA egyetemi docens. Mesterei közé tartozott id. Janáky István, Szendrői Jenő és Arnóth Lajos, de jelentős mértékben hatott rá Földesi Lajos, Gulyás Zoltán, Molnár Péter és Molnár Farkas munkássága is.

## Családja
Apja id. Janáky István, a Horthy-korszak és a háború utáni két évtized neves építésze; anyja Álgyay Hubert Klára (1903–1988), Horthy államtitkárának, Álgyay Hubert Pálnak a húga. Testvére, Janáky György (1941) szintén Ybl-díjas építész.

## Életpályája
A Medve utcai általános iskolában tanult. A Képző- és Iparművészeti Gimnázium festő szakának elvégzése után – eredetileg festőnek készült – hirtelen pályamódosítással 1956-ban a Budapesti Műszaki Egyetem építészmérnöki karára jelentkezett, és itt folytatta tanulmányait. A Középülettervezési Tanszéken diplomázott 1961-ben. Az egyetemen dr. Varga László népi építészeti diákkörének tagja volt.
1961-től a MÁV Tervező Intézet Magasépítési Főnökségén gyakornokként, majd 1962-től a MÁV Vasúttervező Vállalatnál már részben önálló építésztervezőként dolgozott. 1963-tól 1999-ig az IPARTERV tervezője volt, 1974-ig beosztott munkatársként, 1977-ig irányító tervezőként, majd csoportvezetőként, 1979-től műszaki-gazdasági tanácsadóként, 1985-től főmunkatársi státuszban.
1970–72 között a MÉSZ Mesteriskola hallgatója, 1974-től tanulmányi vezetője, 1980-tól vezető építész mestere volt, tagja az MTA Vizuális Kultúra Munkabizottságának (1977–84), a Magyar Építészkamarának, a Magyar Építőművészek Szövetsége vezetőségének és a Fővárosi Tervtanácsnak. Zsűritagként ill. opponensként rendszeresen részt vett országos és egyéb tervpályázatok elbírálásában, valamint a Műegyetem és az Ybl Miklós Műszaki Főiskola tervezési tanszékeinek munkájában. A pártállami időszakban tevékenysége főként ipari létesítmények tervezésére terjedt ki, nagy hangsúlyt helyezve ezek telepítésére, de tervezett irodaházakat, kulturális, közlekedésüzemi, szociális és rekreációs célú épületeket, sportlétesítményeket, fővárosi  tömbrehabilitációt, lakóparkot is. Számos településrendezési pályamunkát készített. A 90-es évektől, az állami nagyberuházásokhoz kapcsolódó feladatok megszűnése után főként családi házak tervezésével foglalkozott. 1998-ban DLA doktori fokozatot szerzett. 2002-től a Moholy-Nagy Művészeti Egyetem docense, 2007-től címzetes egyetemi tanára volt.
Többször járt külföldön, 1969-ben ösztöndíjasként, később szolgálati és tanulmányutakon. Nagy hatást tett rá a kortárs skandináv és holland építészet szellemisége.
Fő konceptuális alkotása a Magyar Gördülőcsapágy Művek budapesti irodaháza (1981), Schaár Erzsébet pécsi kiállítóháza (1986), a sevillai világkiállításra tervezett, I. díjas, de meg nem valósult Lepkeháza (1990) és a városligeti Időkerék (2004).
Szakmai szempontból jelentős hatásúak és szinte előzmény nélküliek a hazai spontán építészet terén végzett több évtizedes kutatásai, melyek tanulságai épületeiben, építészetelméleti munkásságában, publicisztikáiban, könyveiben, később pedig a falusi ravatalozók terveiben is megjelentek.
Képzőművészeti indíttatásából és fogékonyságából eredően pályája során mindvégig fontosabb volt számára a tervezés, a művészi igényű rajzolásban, színezésben, felszerkesztésekben megnyilvánuló alkotó tevékenység, mint az épület megvalósulása. Generációjának legszebben rajzoló építészei közé tartozott. A számítógépes tervezéssel már nem tudott és nem is akart mit kezdeni: meggyőződése volt, hogy a komputer kiöli az emberből a manualitást és a vizualitást.
Szobrász ambíciói is voltak, amelyre a 80-as évek elején jó alkalmat kínált a villányi szoborpark bővítése, terveit azonban a megyei tanács VB művelődési osztálya meghiúsította, azzal az indoklással, hogy egy építész ne szobrászkodjon – így végül csak az esővédő épülhetett meg. A 2000-es években aztán a tervei szerint megvalósult Időkerék jelentett számára elégtételt ezen a téren.
Késői éveiben újjáéledtek fiatalkori festészeti ambíciói: számos akvarellt festett, főleg tájképi elemeket, növénykompozíciókat, csendéleteket. Ekkoriban az általa addig lenézett fényképezés is szerepet kapott: a spontán építészet tárgyköréhez kapcsolódva több száz képet tartalmazó, street-view-szerű fotósorozatokon örökítette meg az ezredforduló vidéki településeinek utcaképét. Ebből az anyagból jelent meg egyik könyve. Hasonlóan nagyszabású fényképsorozatot készített a falusi ravatalozók koncepcióterveihez, amelyekben tanítványai is részt vettek.
A Budapesti Műszaki és Gazdaságtudományi Egyetem Szenátusa 2011-ben aranydiploma adományozásával ismerte el értékes mérnöki tevékenységét. 
Utolsó munkája testvérével, Janáky Györggyel közösen az édesapjuk által tervezett hódmezővásárhelyi kultúrház rekonstrukciója volt. Ennek művezetése közben, néhány héttel az átadás előtt érte a halál.

## Megvalósult épületei
- Kultúrház, Záhony (1962)
- MÁV vasútüzemi épület, Püspökladány (1963)
- Duna Cipőgyár gyártócsarnoka és rekonstrukciója, Budapest (1966)
- Konveyorgyár, Nyíregyháza (1968)
- Uszoda, Kecskemét (1968)
- Gázmű-irodaház, Győr (1970)
- Ganz–MÁVAG felvonószerelő csarnok, Budapest (1972)
- Dunai Kőolajfinomító Szénhidrogénipari Kutató-fejlesztő Intézetének laboratóriumai, Százhalombatta (1973–80)
- Ingatlankezelő Vállalat XIII. ker. műhelyépülete, Budapest (1975–76)[3]
- Magyar Gördülőcsapágy Művek marketing- és irodaház, Budapest (1980–81)[4]
- Ingatlankezelő Vállalat IV–XV. ker. telepe, Budapest (1980–82)
- épület a villányi alkotótelepen (1983–84)
- Schaár Erzsébet kiállítóháza, Pécs (1986–90)
- Magyar Posta Anyag- és Értékcikk Hivatal üzemi telepe, Budaörs (1986–88)
- Budapesti Elektromos Művek sportcsarnoka, Vizafogó (1988–89)
- Ragályi Elemér lakóháza, Budapest (1992)
- ifj. Béres József lakóháza, Budapest (1996)
- lakóház, Dunakeszi (1996)
- moszkvai Magyar Nagykövetség átépítése (1999)
- popsztár lakóháza, Solymár (1999)
- lakóház, Remeteszőlős (2003)
- lakóház, Nagykovácsi (2004)
- hódmezővásárhelyi Művelődési Központ rekonstrukciója és bővítése (Janáky Györggyel; 2010–12)

## Köztéri alkotása
- Időkerék, Budapest (2004)

## Jelentősebb tervei
- Vándorszínház (UIA, 1961)
- üdülő, Balatonfüred (1963)
- BIOGAL gyógyszerüzem, Debrecen (tanulmányterv, 1964)
- Egyesült Izzó, Nagykanizsa (1964)
- Nemzeti Színház (tervpályázat édesapjával, 1965)
- Acélszerkezetgyár, Ózd (1966)
- Minőségi Cipőgyár üdülője, Siófok (1970)
- weekendház, Velence (1971)
- Kaposvár keleti ipartelep (1971)
- MOM szemüveglencsegyár, Mátészalka (1971)
- Szombathelyi Városháza (1971)
- Moszkva tér és környéke (Fény utcai városközpont) rendezése (1972; tervpályázat: 1996)
- Kőbányai Ganz–MÁVAG rekonstrukció (1975–78)
- DTEI igazgatási épület, Budapest (1977)
- CHINOIN raktárbázis, Vác (1977)
- Róbert Károly körúti tömbrehabilitáció (1982)
- villányi alkotótelep bővítése (1982)
- Visegrád településközpontja (1983)
- ELMŰ-lakópark, Rózsadomb (1985)
- szülei síremléke a Farkasréti temetőben (testvérével, 1987–89)
- Eötvös József Gimnázium tornacsarnoka, Tata (ajánlati terv, 1988)
- ELMŰ „Hotel Árpád”, Vizafogó (1988–90)
- Kneipp Biomedika Centrum, Badacsonylábdihegy (1990)
- SOS-gyermekfalu, Kőszeg (1991)
- ELMŰ Tutaj és Dráva utcai telepének beépítése, Vizafogó (1991–92)
- kerékpárút-hálózat kiszolgáló épületei, Szentendrei-sziget (1992)
- Fraternité-idősotthonok, Tahi és Üröm (program- és tanulmányterv, 1994)
- hajóállomás, Vác (1995)
- TVK-műjégpálya, Tiszaújváros (1996)
- kerékpárosközpont, Zalalövő (1996)
- üzletház, Budakeszi (1997)
- OTP-irodaház, Budapest (1998)
- Szent István Strandfürdő, Esztergom (tervpályázat, 1998)
- HVG-székház, Budapest (meghívásos tervpályázat, 2000)
- gellérthegyi társasházak (2002–2003)
- Béres-borászat, Erdőbénye (2003)
- őrségi házak (2005–2008)
- Szépművészeti Múzeum bővítése (pályázat, 2007–2008)
- falusi ravatalozók (2007–2012)
- Lázár János lakóháza, Hódmezővásárhely (2010–2011)

## Kiemelt és díjazott pályaművei
- Óbudai skanzen (diplomaterv; 1961)
- ÁÉV-telep, Budapest (I. díj; 1966)
- Paskál fürdő, Budapest (megvétel; 1967)
- ENSZ-székház, Bécs (nemzetközi; 1969)
- Új Nemzeti Szalon, Budapest (felvételi tervpályázat a Fiatal Építészek Körébe; 1970)
- Hollókő településközpontja (1975)
- Szombathelyi Képtár (megvétel; 1977)
- Nyírbátor településközpontja (IV. díj; 1980)
- Lehel téri piac, Budapest (megvétel; 1981)
- Messepalast, Bécs (Janesch Péterrel) (nemzetközi; 1986-87)
- Sevillai EXPO magyar nemzeti pavilonja, a „Lepkeház” (I. díj; 1990) – a megnyert pályázat terv maradt; a megbízást a háttérből kezdettől Makovecz Imrének szánták, aki a felkérést először visszautasította, majd elvállalta
- Martinovics-hegyi kilátó, Budapest (I. díj; 1992)
- Bécs–Budapest EXPO: gyalogostengely (I. díj), kulturális- és sportközpont (IV. díj), vízi létesítmények (I. díj) (1993–94)
- Székesfehérvári Nemzeti Emlékhely (IV. díj; 1995)
- Fővárosi Levéltár (kiemelt megvétel; 1998)

## Publikációk, előadások
- Fotó és építészet. Fényképművészeti Tájékoztató, 1964/5–6
- Molnár Farkas élő hagyatéka. Monográfia, 1966
- Molnár Farkas (1897–1945). Magyar Építőművészet, 1967/5
- IKV vállalatok műhelyépületei. ÉTK-közlemények, 1973/6
- Két tervezés. Előadás Reimholz Péterrel a MÉSZ-ben, 1974
- Két felfogás. Magyar Építőművészet, 1976/2
- Aalto–Korhonnen–Pietilä–Mäkinen. Finnországi útirajzok. Magyar Építőművészet, 1977/3
- A negyedik műtípus. Művészet, 1977/8
- Egy mátrix. Esszé, Németh Lajos-emlékkönyv, 1979
- Építészek felelnek. Mozgó Világ, 1979/4
- Egy országos nagyüzem. Magyar Építőipar, 1980/4
- Építészeti kultúra. Kultúra és közösség, 1980/6
- Bizonytalan rokonszenvezők. Előadás a Fiatal Építészek Stúdiójában, 1981
- Egy műtárgy megközelítése. Mozgó Világ, 1981/5 (fotós képregény)
- A tárgyi együttes mint rendszer. Egy új műtípus körvonalai. In: Rendszerelmélet mint társadalmi igény. Akadémiai Kiadó, 1982
- Építészet és kultúra. In: A vizuális kultúráról. Kossuth Kiadó, 1982
- A mai magyar építészet stíluskérdései. Magyar Építőművészet, 1984/1
- Magyarország két építészete. Tanulmány és forgatókönyv Bódy Gábor Bauhaus-filmjéhez, 1985
- Építészek és szobrászok. Művészet, 1986/9 (interjú)
- 7 szöveg. Magyar Építőművészet, 1990/3–4 (esszésorozat)
- Akaratlagos és önkéntelen építészet. Előadás a JPTE-n, 1990
- Sporthalle in Budapest. IAKS, 1992/3
- Tableau magyar. L’Architecture d’aujourd’hui, 1992/3
- Basler Zeitung-cikk, 1997/7
- Cikk a magyar építészetről. Domus, 1998/3
- A kőlap. Zlatý Rez, 1998/18
- Maďarská mistrovská škola. Architekt, 2003/2
- Világvárosi racionalizmus. Mozgó Világ, 2003/9 (interjú)
- Rész és egész. Előadás Zsennyén, 2004
- Fellebben a függöny. Új Művészet, 2004/12
- Spontán rend. Atrium, 2006/3
- Levelek Árkádiából. Előadás a KLTE-n, 2011

A 90-es évektől szépirodalmi jellegű írásai is megjelentek.

## Könyvei
- A hely. Janáky István épületei, rajzai és írásai. Műszaki Könyvkiadó, 1999
- Az építészeti szépség rejtekei Magyarországon. TERC, 2004
- id. Janáky István könyve. (Társszerző: Janáky György.) TERC, 2007

## Kiállításai
- 50-es évek vége: KIG, BME
- 1961: UIA-tervpályázat, London
- 1971: FÉK
- 1978: IPARTERV
- 1980: Bercsényi Kollégium
- 1980: TERRA–2, Varsó
- 1980, 1981: FÉK
- 1981: Tendenciák – Budapest
- 1982: Gödöllői Galéria
- 1983: II. Építészeti Biennálé, Szófia
- 1986: Collegium Hungaricum, Bécs
- 1986: Esztergom
- 1987: Design Center (bicikli-kiállítás)
- 1988: Tölgyfa Galéria (Janesch Péterrel)
- 1991: Haus der Architektur, Grác
- 1994: Balassi Könyvesbolt (egyéni)
- 1996: Csontváry Galéria
- 1998: Berlin (egyéni)
- 1998: Műcsarnok, Dorottya Galéria (egyéni)
- 1999: Műcsarnok
- 2001: Dovin Galéria
- 2001: N&n Galéria (egyéni)
- 2003: Magyar Kulturális Intézet, Prága (egyéni)
- 2003: N&n Galéria (egyéni)
- 2003: Szent István Király Múzeum, Székesfehérvár
- 2004: Velencei Építészeti Biennále
- 2006: Octogon Galéria (egyéni)
- 2007: Körzőgyár Galéria (egyéni)
- 2007: N&n Galéria (egyéni)

## Szakmai elismerései
- Építőipar Kiváló Dolgozója (1976)
- INTERARCH-83 emlékplakett (1983, Szófia)
- IPARTERV-emlékplakett (1983) és emléklap (1988)
- Munka Érdemrend ezüst fokozata (1989)
- Ybl Miklós-díj (1990)
- Soros Alapítvány alkotói díja (2000)
- Magyar Köztársasági Érdemrend tisztikeresztje (2006)
- Molnár Farkas-díj (2008)
- BMGE-aranydiploma (2011)

## In memoriam
Rövidhír az Építészfórum honlapján:

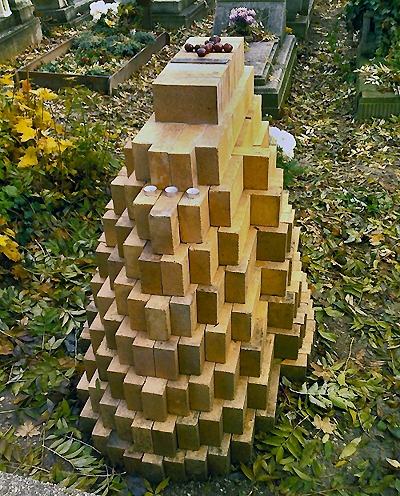
id. és ifj. Janáky István sírja a Farkasréti temetőben

Hódmezővásárhelyi kooperációs értekezleten lett rosszul váratlanul, majd kórházba került, ahol életének 75. évében tegnap [2012. VIII. 6.] elhunyt Janáky István.
Mónus János, a MÉK alelnöke az alábbi pár soros üzenetet juttatta el a szerkesztőségbe:
„Tudom, hogy nem nagy mondat: alapvetően meghatározta a szemléletemet. Miért van az, hogy Molnár Péterek, Jánossyk, Szroghok és Gulyások sosem kapnak Kossuth díjat, így Pista sem. Elfogyott az utolsó szakmai érvem. (Mónus János)”
Tillmann J. A.: Janáky körvonalai 

## Képgaléria

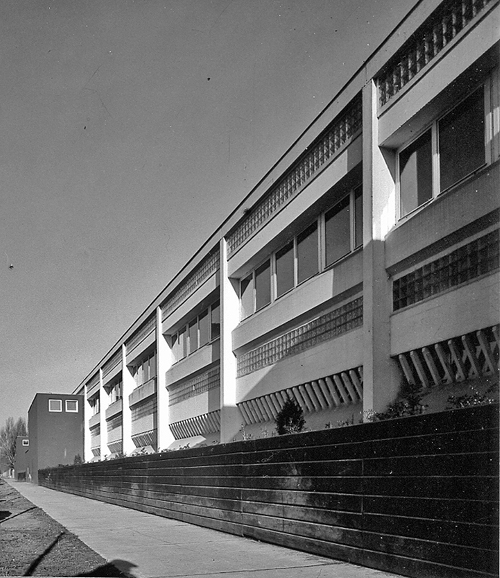
IKV XIII. ker. telepe, 1976
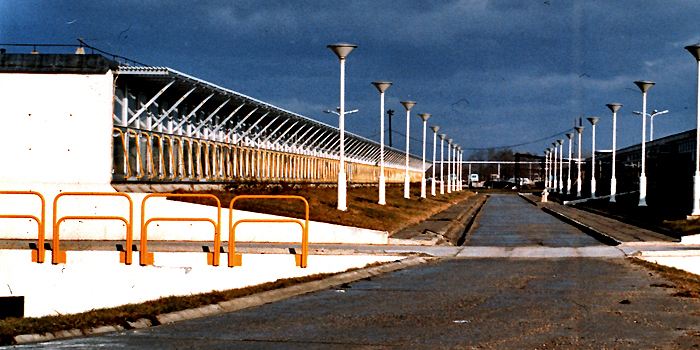
Dunai Finomító (DKV) kutatólaboratóriumai, 1978
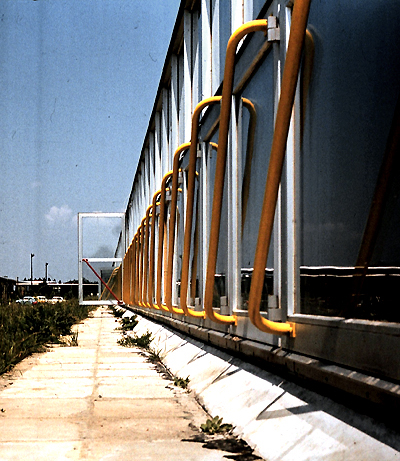
DKV (részlet)
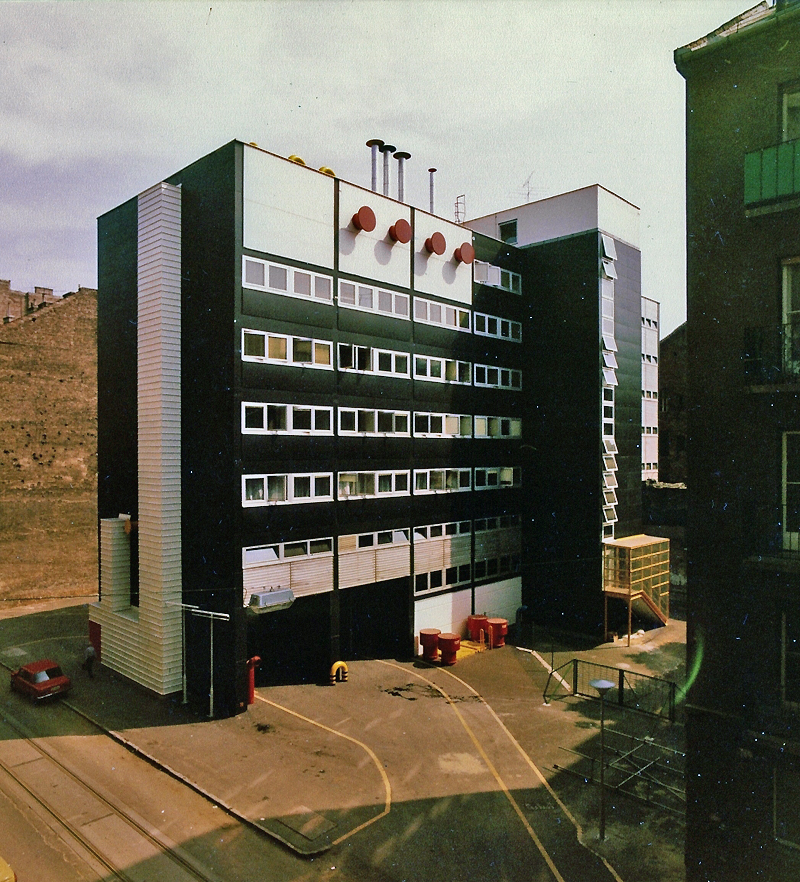
Magyar Gördülőcsapágy Művek (MGM) irodaház, 1981
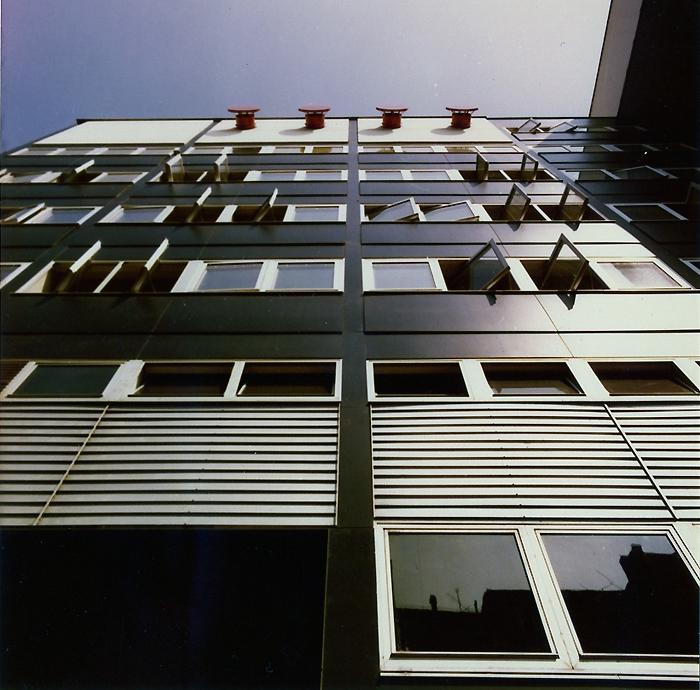
MGM (részlet)
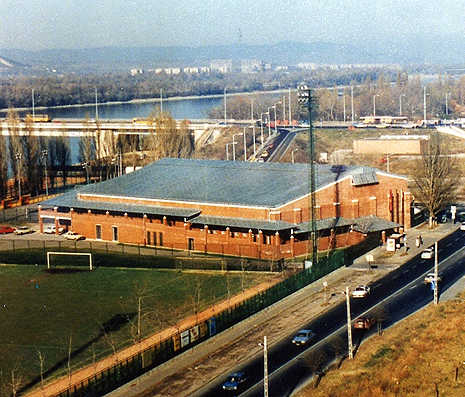
Budapesti Elektromos Művek (ELMŰ) sportcsarnoka, 1989
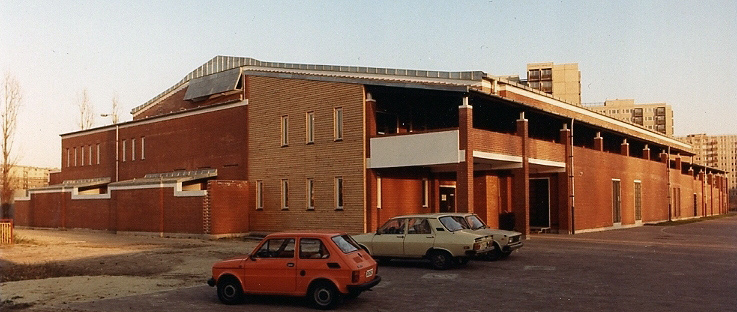
ELMŰ sportcsarnok
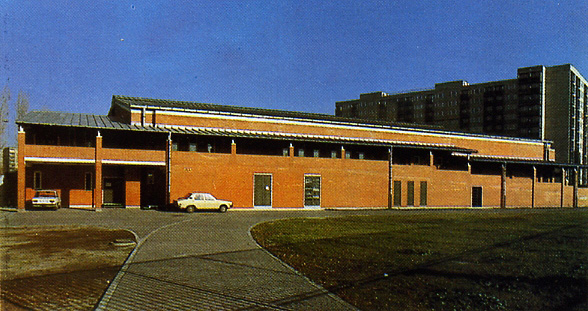
ELMŰ sportcsarnok
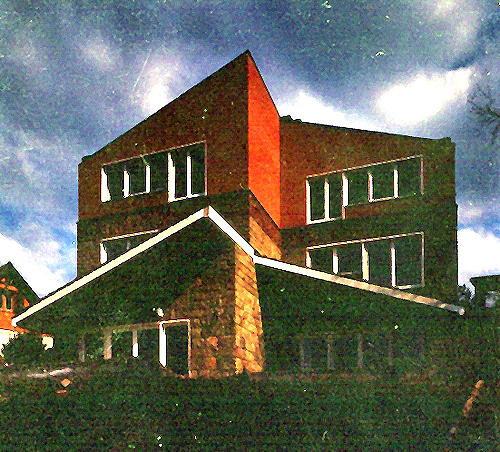
Családi ház, 1996
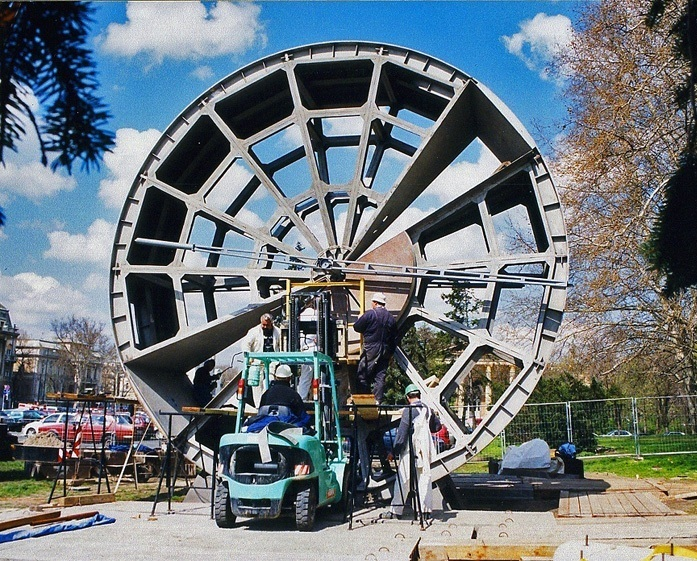
Időkerék (építés, 2004)
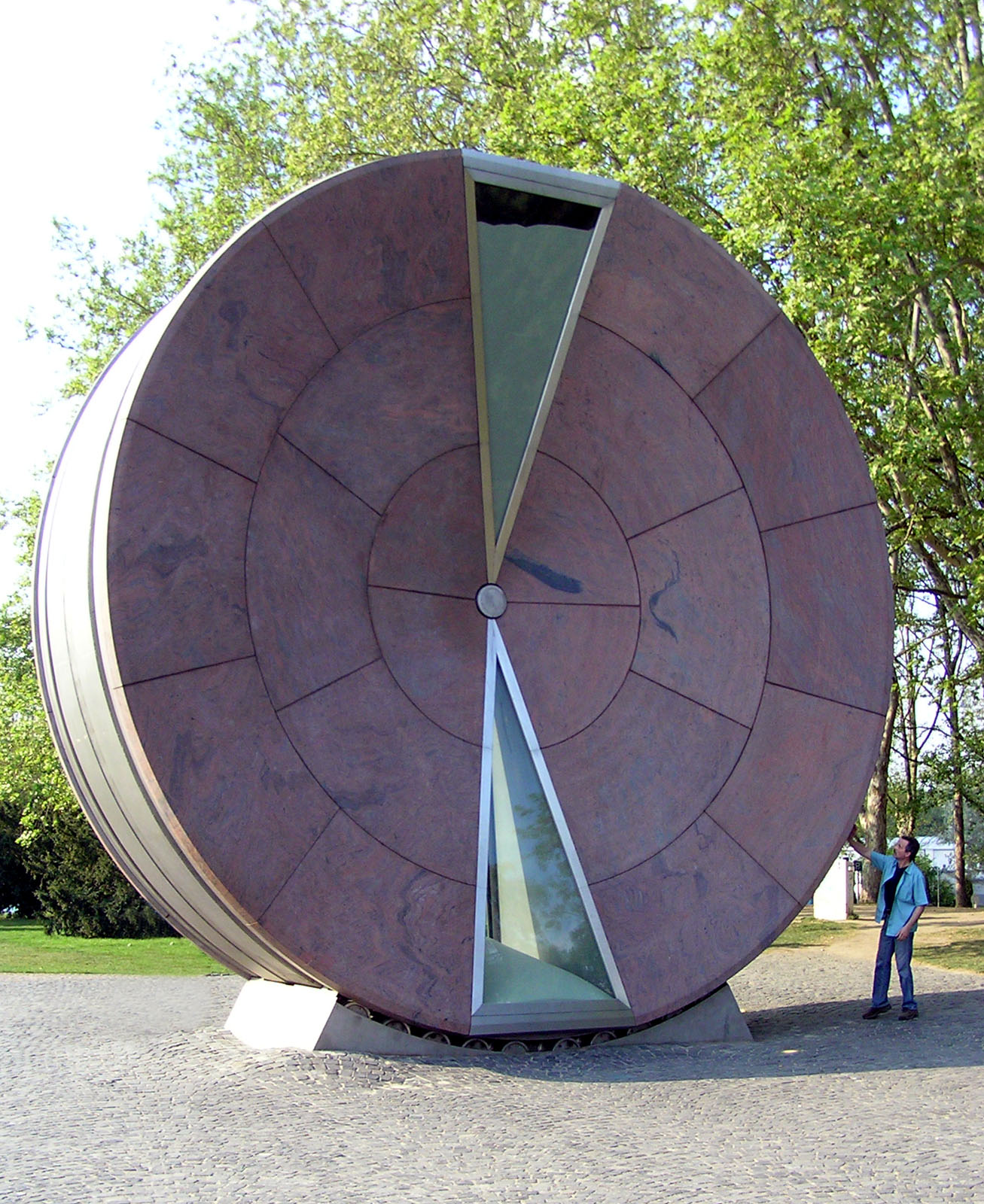
Időkerék